# Черусти-примыкание (станция)
Примыкание — железнодорожная станция необщего пользования Рошальского транспортного предприятия — вторая по значению станция на ведомственной железной дороге Черусти — Рошаль.
Станция находится на западной окраине посёлка Черусти городского округа Шатура Московской области, в 1 км от станции Черусти РЖД общего пользования. На станции 3 пути, 2 из них принадлежат Рошальскому транспортному предприятию, а 1 (ближний к вокзалу) Приокскому тыловому таможенному посту ФТС России.
С осени 1996 станция не принимает пассажиров. Теперь это чисто грузовая станция, она выполняет функцию станции примыкания.

## Вокзал
Здание используется по назначению, там работает дежурный по станции.
На здании вокзала установлена табличка с названием станции.